# Schauenburg
Schauenburg è un comune tedesco di 10 644 abitanti situato nel land dell'Assia.